# Sarah Lassez
Sarah Lassez (Sherbrooke, 1 april 19..) is een in Canada geboren Franse actrice.

## Biografie
Lassez is enig kind van twee computerwetenschappers. Ze groeide op in Australië en verhuisde op haar veertiende naar New York. Daar haalde ze haar diploma in de kunsten aan de New York University. Vervolgens verhuisde ze naar Los Angeles om een succesvol actrice te worden.
Ze heeft in meer dan 20 films gespeeld, waaronder Nowhere en The Blackout uit 1997, en Mad Cowgirl uit 2006. 
Lassez raakte intussen naar eigen zeggen verslaafd aan waarzeggerij. Ze schreef hier een autobiografisch boek over dat in 2006 bij Simon & Schuster verscheen onder de titel Psychic Junkie. Ook begon Lassez voor medeverslaafden de online hulpgroep psychicjunkie.net.
Lassez' overgrootvader was de kubistische kunstschilder Louis Marcoussis.

## Filmografie
- International Standard Name Identifier: 0000 0000 0133 920X
- Library of Congress Control Number: no2001083100
- Virtual International Authority File: 69140609
- WorldCat: E39PBJyGVr7xkbY8tfKQB94Xh3